# Sanç VI de Navarra

Dibuix d'un segell incomplet de Sanç VI de Navarra del tipus mediterrani (costat esquerre), sostenint una espasa i una llança a cada mà. L'escut és de tipus normand (forma d'ametlla) i s'hi representa un escarboncle; es desconeix quin seria el color del camper, però s'especula que pogués ser de gules per l'ús que feren d'aquest esmalt els seus successors.

Sanç VI de Navarra dit «el Savi» (1132 - Pamplona, 27 de juny de 1194) fou rei de Navarra succeint son pare al tron de Navarra (1150-1194).
El seu regnat es va caracteritzar pels constants enfrontaments amb el Regne de Castella i el Regne d'Aragó, per les importants obres arquitectòniques que va realitzar i la fundació de nombrosos monestirs cistercencs.

Reproducció hipotètica de l'escut de Sanç VI de Navarra. Es desconeix per complet si l'esmalt seria de gules o no.

Les dificultats inicials el van obligar a dur a terme reformes jurídiques i administratives que van millorar la hisenda real, fet li comportà un augment de la popularitat i que li van permetre enfrontar-se a les conseqüències del Tractat de Tudellén de 1151 i al Tractat de Carrión, firmats entre Castella i Aragó per repartir-se el regne de Navarra.
Gràcies a l'Acord de Sòria Castella va conservar les seves possessions a Navarra. Però les relacions amb Aragó van ser difícils en vida de Ramon Berenguer IV, el qual no havia mantingut la seva paraula de casar-se amb Blanca Garcés de Navarra, germana de Sanç VI. A la mort de Ramon Berenguer IV les relacions milloraren, així Alfons el Cast va firmar un acord amb Sanç VI per repartir-se les terres conquerides al Regne de Múrcia el 1163. El 1190 tornaren a firmar un altre acord a Borja
per protegir-se mútuament de les pretensions expansionistes de Castella. Va morir el 1194 a la cort de Pamplona.

## Família
Era fill de Garcia V de Navarra i la seva primera esposa Margarida de l'Aigle. Es va casar el 2 de juny de 1153 a Carrión de los Condes, Palència amb Sança de Castella. D'aquest matrimoni tingueren:
- la infanta Berenguera de Navarra (v 1165-1230), casada el 1191 amb Ricard Cor de Lleó, rei d'Anglaterra
- l'infant Sanç VII de Navarra (1170-1234), rei de Navarra
- la infanta Blanca de Navarra (1177-1229), casada amb Teobald III de Xampanya i mare de Teobald I de Navarra
- l'infant Ferran de Navarra (?-1207)
- l'infant Ramir de Navarra (?-1128), bisbe de Pamplona
- la infanta Constança de Navarra, morta jove